# Fonction implicite
En mathématiques, une équation entre différentes variables où une variable n'est pas explicitée en fonction des autres est appelée une équation implicite. Une fonction implicite est une fonction qui se déduit implicitement d'une telle équation.
Plus précisément si f est une fonction de E × F dans G, où E, F et  G sont des espaces vectoriels normés ou plus simplement des intervalles de R, l'équation f(x,y) = 0 définit une fonction implicite si l'on peut exprimer une des variables en fonction de l'autre pour tous les couples (x,y) vérifiant l'équation.
Ou encore, l'équation f(x,y) = 0 définit une fonction implicite de E vers F, s'il existe une fonction φ dite explicite telle que , pour tout (x,y) de E × F, f(x,y) = 0 équivaut à y = φ(x). Cela revient à dire que le graphe de la relation binaire :  x R y ssi f(x,y) = 0 est le graphe d'une fonction.
Il est parfois possible de prouver l'existence locale d'une fonction implicite pour une équation touchant deux variables réelles, sans l'exhiber explicitement, les conditions suffisantes d'existence et d'unicité d'une telle fonction sont détaillées dans l'article : théorème des fonctions implicites.

## Exemples
- Considérons l'équation {\displaystyle x^{5}-x^{4}y+y^{3}-x^{2}y^{6}=0}. Les points de {\displaystyle {\mathbb {R}}^{2}} dont les coordonnées vérifient cette équation forment une courbe {\displaystyle \Gamma } qui passe par le point {\displaystyle (1,1)}. Est-ce que {\displaystyle \Gamma } possède une tangente en ce point? Si oui, comment la trouver ? C'est ce genre de problèmes auxquels on s'intéresse[1],[2],[3].
- L'équation {\displaystyle (x^{2}+y^{2})^{2}=2\,(x^{2}-y^{2})} est associée à la lemniscate de Bernoulli.

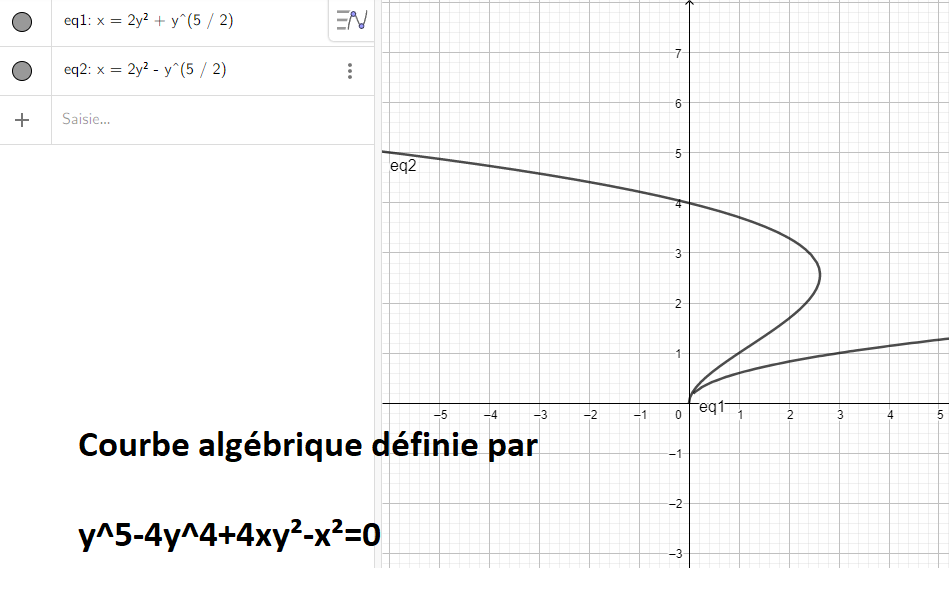
courbe algébrique

- l'équation x2 + y2 = 1 ne définit pas de fonction implicite pour  y quelconque, mais pour y positif, cette équation  est équivalente à y = √1 - x2 et φ : x → √1 - x2 est la fonction explicite associée à l'équation.
- l'équation x2 + y2 + ln z = 0  permet de définir la fonction implicite φ : (x,y) → exp(-x2 - y2).

- L'équation {\displaystyle y^{5}-4y^{4}+4xy^{2}-x^{2}=0} définit  {\displaystyle y} comme fonction implicite de {\displaystyle x}. On ne sait pas exprimer cette fonction explicitement  à l'aide de fonctions élémentaires[1]. Par contre, on peut exprimer {\displaystyle x} en fonction de {\displaystyle y} : on a {\displaystyle x=2y^{2}\mp y^{5/2}}.
- si f est une bijection de E vers F, l'équation y = f(x) induit une fonction implicite de F vers E appelée application réciproque et notée f −1.

## Dérivée d'une fonction implicite
Il est parfois possible et plus simple de dériver une fonction implicite sous sa forme non explicite.
Si f est une fonction numérique de deux variables réelles, continue au voisinage de (x0 , y0) et différentiable en (x0 , y0), et si la dérivée partielle de f par rapport à la seconde variable est continue et ne s'annule pas en (x0 , y0), la dérivée de φ en x0 est:
{\displaystyle \varphi '(x_{0})=-{\frac {f_{x}'(x_{0},y_{0})}{f_{y}'(x_{0},y_{0})}}.}
Cette formule peut s'expliquer en remarquant que le gradient de f en (x0 , y0) a pour coordonnées : 
{\displaystyle {\overrightarrow {\mathrm {grad} }}~f(x_{0},y_{0})={\begin{pmatrix}f_{x}'(x_{0},y_{0})\\f_{y}'(x_{0},y_{0})\end{pmatrix}}}
et indique la direction de plus forte variation de f, tandis que le vecteur 
{\displaystyle N={\begin{pmatrix}1\\-{\frac {f_{x}'(x_{0},y_{0})}{f_{y}'(x_{0},y_{0})}}\end{pmatrix}}}
qui lui est normal indique la direction de variation nulle, c'est-à-dire la direction de la tangente à la courbe d'équation  f(x,y) = 0.
Exemple, :  l'équation x2 + y2 = 1 est associée à la fonction f : (x,y) → x2 + y2 - 1 qui est de classe C1, c'est-à-dire qu'elle est différentiable de différentielle continue. Comme
{\displaystyle f_{x}'(x_{0},y_{0})=2x_{0}} et {\displaystyle f_{y}'(x_{0},y_{0})=2y_{0}},
pour tout point (x0 , y0){\displaystyle \neq (-1,0),(1,0)}, on a 
{\displaystyle \varphi '(x_{0})=-{\frac {2x_{0}}{2y_{0}}}=-{\frac {x_{0}}{\sqrt {1-x_{0}^{2}}}}.}
Une telle dérivation peut être utile dans le cas où la fonction est impossible à expliciter
Exemple :  L'équation y5 + x2y + 2 = 0 est associée à une fonction f de classe C1. Le graphe de l'équation est celui d'une fonction car, pour tout valeur de x, il existe au plus une valeur de y rendant vraie l'égalité. Comme 
{\displaystyle f_{x}'(x_{0},y_{0})=2x_{0}y_{0}} et {\displaystyle f_{y}'(x_{0},y_{0})=5y_{0}^{4}+x_{0}^{2}}
pour tout point (x0 , y0), avec y0 = φ(x0), on a {\displaystyle \varphi '(x_{0})=-{\frac {2x_{0}y_{0}}{5y_{0}^{4}+x_{0}^{2}}}.}
En particulier, pour x0 = 1 et y0 = –1, φ' (1) = 1/3